# Šeganovac
Šeganovac is een plaats in de gemeente Plitvička Jezera in de Kroatische provincie Lika-Senj. De plaats telt 29 inwoners (2001).